# إسماعيل العجمي
إسماعيل سليمان عاشور العجمي، من مواليد 9 يونيو 1984 في عمان، لاعب كرة قدم عماني.
بدأ مسيرته الكروية مع نادي مسقط، وفي موسم 2006/2007 انتقل إلى نادي الشمال القطري، ومنذ عام 2007 وهو يلعب مع نادي أم صلال القطري، وفي يوم 6 يوليو 2008 زار الكويت لعرض نفسه على نادي الكويت ونادي القادسية الكويتي، وقد زار مقر نادي القادسية للتفاوض بشكل مباشر مع الإدارة، وقد وصلت المفاوضات إلى مرحلة متقدمة، ودخل نادي الريان القطري في المفاوضات لضم اللاعب، وقدم نادي الريان عرضا كبيرا للاعب، وفي يوم 14 يوليو 2008 اقترب اللاعب من الانضمام إلى نادي الكويت، وانضم اللاعب رسميا إلى نادي الكويت في يوم 21 يوليو 2008.
وهو يلعب مع منتخب عمان لكرة القدم منذ عام 2006، وشارك في كأس آسيا 2007. ولعب لنادي الفيصلي السعودي بحرمة من عام 2012-2013م، وفي يوليو 2013م وقع للنصر الإماراتي بدبي.

## روابط خارجية
- إسماعيل العجمي على موقع الاتحاد الدولي (مؤرشف)  (الإنجليزية)
- إسماعيل العجمي على موقع قاعدة بيانات كرة القدم.إي يو (الإنجليزية)
- إسماعيل العجمي على موقع ناشيونال فوتبول تيمز (الإنجليزية)
- إسماعيل العجمي على موقع Soccerway.com (الإنجليزية)
- إسماعيل العجمي على موقع كووورة